# Phyllophaga incuria
Phyllophaga incuria är en skalbaggsart som beskrevs av Ivan T. Sanderson 1942. Phyllophaga incuria ingår i släktet Phyllophaga och familjen Melolonthidae. Inga underarter finns listade i Catalogue of Life.